# Bonner Künstler-Vereinigung 1914
Die Bonner Künstler-Vereinigung 1914 war eine Künstlergruppe der Bildenden Kunst in Bonn. 1914 gegründet und 1919 als Verein beim Amtsgericht Bonn eingetragen, entfaltete sie ihre Wirksamkeit durch Kunstausstellungen erst in den 1920er Jahren. Im Zuge der Gleichschaltung löste sich die Vereinigung 1933 auf. Die künstlerisch heterogene Gruppe war hauptsächlich von dem gemeinsamen Interesse der Künstler getragen, durch Ausstellungen eine öffentliche Wahrnehmung und Anerkennung und dadurch finanziellen Erfolg zu erzielen.

## Künstler (Auswahl)
- Carl Theodor Asen (1875–1927), Porträt- und Genremaler
- Karl Bessenich (1893–1973), Maler
- Julius Bretz (1870–1953), Landschaftsmaler und Lithograf
- Georg Broel (1884–1940), Maler und Radierer
- Heinrich Brüne (1869–1945), Maler
- Walter Hasenfratz (1904–1983), Maler
- Eugen Kerschkamp (1880–1945), Maler
- Elisa Krüger (1882–1955), Malerin
- Karl Menser (1872–1929), Bildhauer und akademischer Zeichenlehrer
- Ernst Meurer (1884–1956), Wohnraumdesigner, Aquarell- und Ölmaler
- Emil Oelieden (1875–1934), Bildhauer und Maler
- Matthias Profitlich (1898–1943), Maler
- Walter Rath (1886–1935), Maler
- Heinrich Reifferscheid (1872–1945), Maler
- Hans Thuar (1887–1945), Maler
- Gottfried Trimborn (1887–1948), Landschaftsmaler und Grafiker
- Paul Türoff (1873–1942), Porträtmaler
- Marta Worringer (1881–1965), Malerin und Grafikerin
- Louis Ziercke (1887–1945), Maler und Grafiker